# اردکول
اردکول روستایی در دهستان زیرکوه بخش مرکزی شهرستان زیرکوه استان خراسان جنوبی ایران است. بر پایه سرشماری عمومی نفوس و مسکن در سال ۱۳۹۰ جمعیت این روستا ۳۸۲ نفر (در ۱۲۱ خانوار) بوده است.